# Giro di Lombardia 2012
106. edycja wyścigu kolarskiego Giro di Lombardia odbyła się w dniu 29 września 2012 roku i liczyła 251 km. Start tego klasycznego wyścigu znajdował się w Bergamo a meta w Lecco. Wyścig ten figurował w rankingu światowym UCI World Tour 2012 i był przedostatnim wyścigiem w 2012 roku tego cyklu.
Zwyciężył Hiszpan Joaquim Rodríguez z grupy Team Katusha, dla którego było to pierwsze zwycięstwo w tym wyścigu, ale drugie w cyklu UCI World Tour 2012 (poprzednio triumfował w La Flèche Wallonne). Drugi był jego rodak Samuel Sánchez, a trzeci Kolumbijczyk Rigoberto Urán.
W wyścigu wystartowało czterech polskich kolarzy - Tomasz Marczyński z grupy Vacansoleil-DCM zajął 22. miejsce, natomiast Michał Gołaś z Omega Pharma-Quick Step, Przemysław Niemiec z Lampre-ISD i Rafał Majka z Team Saxo Bank-Tinkoff Bank nie ukończyli wyścigu.

## Uczestnicy
Na starcie tego klasycznego wyścigu wystartowało 25 ekip, osiemnaście drużyn jeżdżących w UCI World Tour 2012 i siedem zespołów zaproszonych przez organizatorów z tzw. "dziką kartą".
| Numery  | Kod | Drużyna                      |
| ------- | --- | ---------------------------- |
| 1-8     | RNT | RadioShack-Nissan            |
| 11-18   | ALM | Ag2r-La Mondiale             |
| 21-28   | AND | Androni Giocattoli-Venezuela |
| 31-38   | ARG | Argos-Shimano                |
| 41-48   | ASA | Acqua & Sapone               |
| 51-58   | AST | Pro Team Astana              |
| 61-68   | BMC | BMC Racing Team              |
| 71-78   | COG | Colnago-CSF Inox             |
| 81-88   | COL | Colombia-Coldeportes         |
| 91-99   | KAT | Team Katusha                 |
| 101-108 | FAR | Farnese Vini-Selle Italia    |
| 111-118 | FDJ | FDJ-BigMat                   |
| 121-128 | GRS | Garmin-Sharp                 |

| Numery  | Kod | Drużyna                     |
| ------- | --- | --------------------------- |
| 131-138 | EUS | Euskaltel-Euskadi           |
| 141-148 | LAM | Lampre-ISD                  |
| 151-158 | LIQ | Liquigas-Cannondale         |
| 161-168 | LTB | Lotto-Belisol               |
| 171-178 | MOV | Movistar Team               |
| 181-188 | OGE | Orica-GreenEDGE             |
| 191-198 | OPQ | Omega Pharma-Quick Step     |
| 201-208 | RAB | Rabobank Cycling Team       |
| 211-217 | SKY | Sky Procycling              |
| 221-228 | STB | Team Saxo Bank-Tinkoff Bank |
| 231-238 | UNA | Utensilnord Named           |
| 241-248 | VCD | Vacansoleil-DCM             |

## Klasyfikacja generalna
| M-ce | Imię i nazwisko    | Kraj       | Drużyna                     | Czas       |
| ---- | ------------------ | ---------- | --------------------------- | ---------- |
| 1    | Joaquim Rodríguez  | Hiszpania  | Team Katusha                | 6h 26' 36" |
| 2    | Samuel Sánchez     | Hiszpania  | Euskaltel-Euskadi           | + 9"       |
| 3    | Rigoberto Urán     | Kolumbia   | Procycling Sky              | + 9"       |
| 4    | Mauro Santambrogio | Włochy     | BMC Racing Team             | + 9"       |
| 5    | Sergio Henao       | Kolumbia   | Procycling Sky              | + 9"       |
| 6    | Ryder Hesjedal     | Kanada     | Garmin-Sharp                | + 9"       |
| 7    | Bauke Mollema      | Holandia   | Rabobank Cycling Team       | + 9"       |
| 8    | Oliver Zaugg       | Szwajcaria | RadioShack-Nissan           | + 9"       |
| 9    | Alberto Contador   | Hiszpania  | Team Saxo Bank-Tinkoff Bank | + 9"       |
| 10   | Fredrik Kessiakoff | Szwecja    | Pro Team Astana             | + 9"       |